# Naga prawda (serial telewizyjny)
Naga prawda (ang. The Naked Truth), serial komediowy, produkcji amerykańskiej, emitowany w latach 1995–1998. 
Akcja rozgrywa się w redakcji pewnego tabloidu. Rozwiedziona Nora Wilde dostaje pracę jako paparazzo i rozpoczyna łowy na znane osobistości.

## Obsada
- Téa Leoni jako Nora Wilde
- Holland Taylor jako Camilla Dane
- Amy Ryan jako Chloe Banks
- Larry Drake jako doktor Bryce Fromm

W mniejszych rolach i epizodach wystąpili m.in.: George Segal, Tim Curry, Ian McShane, Betty White, Stephen Tobolowsky, Tom Arnold, Tom Hanks, Michael York, Rob Lowe, George Hamilton, Dom DeLuise, Sally Kellerman, Morgan Fairchild, Yasmine Bleeth oraz piosenkarka Sheryl Crow, modelki Anna Nicole Smith, Tawny Kitaen i Charo, kompozytor John Tesh, komik Bob Saget, reżyser Garry Marshall.